# Église Saint-Séraphin-de-Sarov de Rostov-sur-le-Don
Pour les articles homonymes, voir Église Saint-Séraphin-de-Sarov.
L'église Saint-Séraphin-de-Sarov (russe : Храм Преподобного Серафима Саровского) est une église orthodoxe de Rostov-sur-le-Don. Construite de 1904 à 1991 elle fait partie du diocèse de Rostov et Novotcherkassk.

## Histoire
Les habitants orthodoxes du village de Gnilovskaya (qui était situé sur le territoire actuel de Rostov-sur-le-Don) ont été parmi les premiers en Russie à construire une église au nom de Séraphim de Sarov. La construction a commencé en 1904 et a été achevée en 1991. L'église a été consacrée le 4 décembre de la même année.
En 1922, sous prétexte d'aider les affamés de la Russie soviétique, des reliques en argent et en or furent expropriées de l'église Saint-Séraphim. L'église a été fermée en 1937, mais les services divins ont été renouvelés en 1942 et ont continué à être jusqu'en 1956.
Dans les années 1990, le bâtiment a été retourné à l'église orthodoxe russe. En 1995, l'église Saint-Séraphin-de-Sarov a été reconstruite. L'église était consacré à nouveau par l'évêque de Rostov et Novotcherkassk Panteleimon en 2004.